# تيلوريد الزنك
 تيلوريد الزنك تلوريد له الصيغة ZnTe، ويكون على شكل بلورات حمراء.

## الخواص
- تيلوريد الزنك شبه موصل ذاتي، له فجوة النطاق تتراوح بين 2.23–2.25 إلكترون فولت، وهو شبه موصل موجب.
- له بنية بلورية تتبع النظام البلوري المكعب مثل السفاليريت والألماس، ويبلغ ثابت الشبكة البلورية 0.61034 نانومتر.

## الاستخدامات

### الدارات الإلكترونية
يستخدم تيلوريد الزنك في تركيب دارات عدة نبائط، مثل المصباح الثنائي الباعث للضوء وليزر أشباه الموصلات وكمكون لمولدات الموجات الصغرية.
يدخل في تركيب الخلايا الشمسية وكمكون في الوصلات الثلاثية PIN وذلك كشبه موصل موجب، في حين يستخدم تيلوريد الكادميوم كشبه موصل ذاتي، وكبريتيد الكادميوم كشبه موصل سالب.
يستخدم تيلوريد الزنك مع مركب نيوبات الليثيوم في توليد أشعة تيراهيرتز وذلك في مجال المطيافية وفي التصوير الإشعاعي الطبي.

### الإلكترونيات البصرية
يعد تيلوريد الزنك سهل التشويب لذلك يعد من أكثر المواد شبه الموصلة المستخدمة في مجال الإلكترونيات البصرية. فعند تشويب تيلوريد الزنك مع الفاناديوم نحصل على مادة لها أثر كاسر للضوء Photorefractive effect، وهي خاصة من خواص البصريات اللاخطية بحيث أن المادة تغير من قرينة انكسارها عند تعرضها للضوء.

## روابط خارجية
- National Compound Semiconductor Roadmap (Office of Naval research) – Accessed April 2006